# Wybory prezydenckie na Barbadosie w 2021 roku
Wybory prezydenckie na Barbadosie w 2021 roku odbyły się 20 października 2021 roku. Były pierwszymi w historii tego kraju. O stanowisko prezydenta przed senatem i Izbą Zgromadzenia ubiegał się tylko jeden kandydat dotychczasowa gubernator generalna Sandra Mason, wspólnie nominowana przez premier Barbadosu Mię Mottley, jak i lidera opozycji Joseph Atherley’ego.
Sandra Mason zwyciężyła w wyborach zdobywając 90,00% głosów w Senacie i 96,43% w Izbie Zgromadzenia. 
Zaprzysiężenie pierwszej prezydent Barbadosu odbyło się 30 listopada 2021, w 55 rocznicę niepodległości tego państwa, kiedy to stało się ono republiką parlamentarną. 